# Tolumnia floride-phillipsiae
Tolumnia floride-phillipsiae är en orkidéart som först beskrevs av William Whitmore Goodale Moir och Alex Drum Hawkes, och fick sitt nu gällande namn av I.G.Cohen. Tolumnia floride-phillipsiae ingår i släktet Tolumnia och familjen orkidéer. Inga underarter finns listade i Catalogue of Life.